# Nicolás Chávez
Nicolás Orlando Chávez Morales (Santa Ana; 6 de diciembre de 1959) es un exfutbolista salvadoreño que jugaba como portero. Estuvo la mayor parte de su carrera con el C.D. FAS y jugó con el legendario Mágico González.

## Clubes
| Club             | País        | Año       |
| ---------------- | ----------- | --------- |
| FAS              | El Salvador | 1976-1989 |
| Isidro Metapán   | El Salvador | 1989-1990 |
| FAS              | El Salvador | 1990-1994 |
| Municipal Limeño | El Salvador | 1994-1995 |
| Alianza          | El Salvador | 1995-1996 |
| FAS              | El Salvador | 1996-1997 |

## Palmarés

### Títulos nacionales
| Título           | Equipo | País        | Año     |
| ---------------- | ------ | ----------- | ------- |
| Primera División | FAS    | El Salvador | 1977-78 |
| Primera División | FAS    | El Salvador | 1978-79 |
| Primera División | FAS    | El Salvador | 1981    |
| Primera División | FAS    | El Salvador | 1984    |

### Títulos internacionales
| Título                           | Equipo | País        | Año  |
| -------------------------------- | ------ | ----------- | ---- |
| Copa de Campeones de la Concacaf | FAS    | El Salvador | 1979 |